# Liste der Monuments historiques in Paillé
Die Liste der Monuments historiques in Paillé führt die Monuments historiques in der französischen Gemeinde Paillé auf.

## Liste der Objekte
| Bezeichnung | Beschreibung          | Standort                        | Kennzeichnung | Schutzstatus | Datum | Bild |
| ----------- | --------------------- | ------------------------------- | ------------- | ------------ | ----- | ---- |
| Glocke      | Bronze, 1671 gegossen | in der Kirche St-Georges (Lage) | PM17001933    | Inscrit      | 2002  |      |